# Dope Nose
"Dope Nose" (em português: Nariz Drogado) é uma single da banda americana de rock Weezer, lançada em Março de 2002 como o primeiro single do seu quarto álbum, Maladroit. Apesar de ter sido lançada em 2002, "Dope Nose" já tinha sido tocada ao vivo e em estúdio na digressão da banda de 2000, no regresso após o hiato.
"Dope Nose" foi composta na mesma noite da música de sucesso "Hash Pipe" do The Green Album, apesar de Rivers' Catalog of Riffs sugerir outra data. Acredita-se que o vocalista Rivers Cuomo tenha tomado três shots de tequila e uma dose de Ritalina momentos antes de compor as duas músicas. "Dope Nose" é uma das músicas disponíveis no jogo Amplitude da consola PlayStation 2, desenvolvido pela Harmonix. Numa entrevista com os criadores do jogo Guitar Hero para a PlayStation 2 (também desenvolvido pela Harmonix) mencionou-se que as construções iniciais foram baseadas em "Dope Nose". A música também aparece num episódio da série televisiva Monk, "Mr. Monk Goes to a Fashion Show", num episódio de Psych, "Romeo and Juliet and Juliet", e como faixa disponível em Guitar Hero: Van Halen. Durante vários espectáculos ao vivo em 2005, o baixista dos Weezer Scott Shriner teve o papel de vocalista para esta música.

## Visão global
"Dope Nose", em conjunto com "Hash Pipe" e "Slob", é uma das poucas faixas das Summer Songs of 2000 a serem totalmente gravadas e lançadas num álbum. A música passou por uma ligeira metamorfose durante as sessões de Maladroit, ocorrendo uma maturação no seu arranjo e uma viragem para uma linha mais power pop.
As primeiras misturas da música foram entregues à rádio antes do lançamento do álbum, numa altura em que Rivers Cuomo tomou o papel de distribuir o material durante o processo de mistura e arranjo do álbum. Pelo menos saíram duas versões diferentes da promoção, com diferentes misturas de "Keep Fishin'" e desta música. Estas versões apresentaram vocais de apoio em diferentes secções, ou mesmo nenhuns vocais de apoio, e a sua versão original apresentava uma introdução em fade-in, ao contrário dos acordes isolados que iniciam a música na versão LP.

## Vídeo musical
O realizador Michel Gondry escreveu um guião para o vídeo musical de "Dope Nose". O vídeo apresentaria os membros dos Weezer a jogar uma partida de futebol contra uma banda mexicana de heavy metal. Apesar da banda ter rejeitado o guião, este ainda se encontra disponível em forma escrita no DVD Directors Label de Gondry.
O vídeo musical oficial de "Dope Nose" foi realizado por Marcos Siega, que também dirigiu outros vídeos musicais dos Weezer como "Keep Fishin'" e "Beverly Hills".

## Lista de faixas
CD Single Promocional Unicamente Para Rádio
| N.º | Título      | Compositor(es) | Duração |  |
| 1.  | "Dope Nose" | Rivers Cuomo   | 2:17    |  |